# Cecina manchurica
Cecina manchurica is een slakkensoort uit de familie van de Pomatiopsidae. De wetenschappelijke naam van de soort is voor het eerst geldig gepubliceerd in 1861 door A. Adams. De specifieke soortnaam manchurica verwijst naar Mantsjoerije, de historische regio waar de typeplaats zich bevond.

## Verspreiding
Cecina manchurica is een kleine, semi-terrestrische zeeslak. De soort is inheems in de noordwestelijke Stille Oceaan uit het zuiden van Rusland, de Koerilen-eilanden en het zuiden van Japan, waar het de bovenste getijdenzone van moerassige en rotsachtige kusten bewoont. Het is geïntroduceerd in Washington en Brits-Columbia. In zijn geïntroduceerde verspreidingsgebied is hij gevonden in een verscheidenheid aan leefgebieden, waaronder stapels oude oesterschelpen, kwelderranden, boomstammen en stuifstapels zeewier en zeegrassen.